# Aluterus scriptus

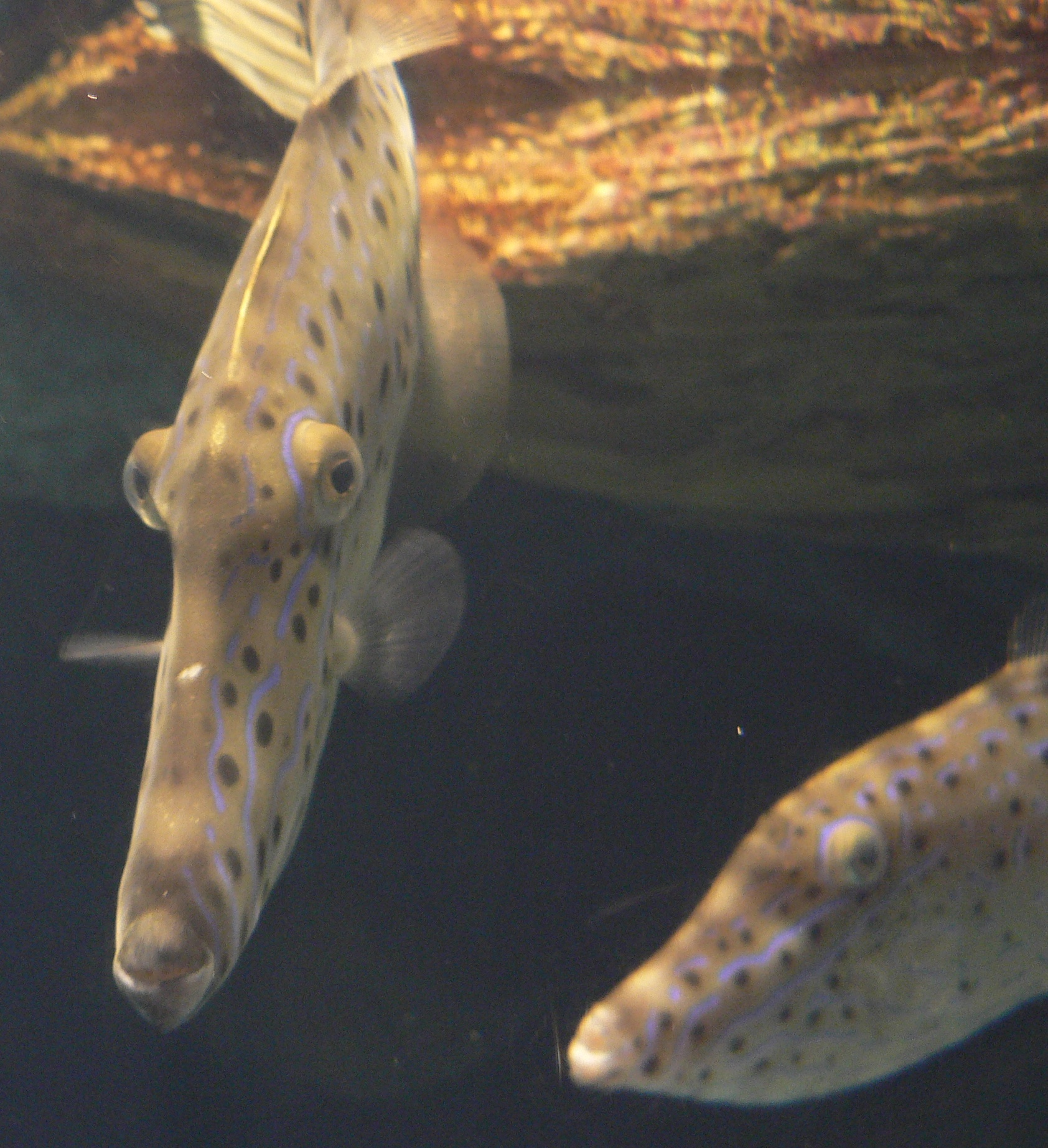
Vista frontal i superior

Aluterus scriptus és una espècie de peix de la família dels monacàntids i de l'ordre dels tetraodontiformes.

## Morfologia
- Els mascles poden assolir 110 cm de longitud total[1] i 2.500 g de pes.[2]

## Alimentació
Menja algues i d'altres plantes marines, gorgònies, anemones i tunicats.

## Depredadors
A Barbados és depredat per la llampuga (Coryphaena hippurus) i als Estats Units per Thunnus thynnus.

## Hàbitat
És un peix marí, de clima subtropical i associat als esculls de corall que viu entre 3-120 m de fondària.

## Distribució geogràfica
Es troba a les regions tropicals de tots els oceans.

## Observacions
N'hi ha informes d'enverinament per ciguatera.